# Pfarrkirche Kronberg

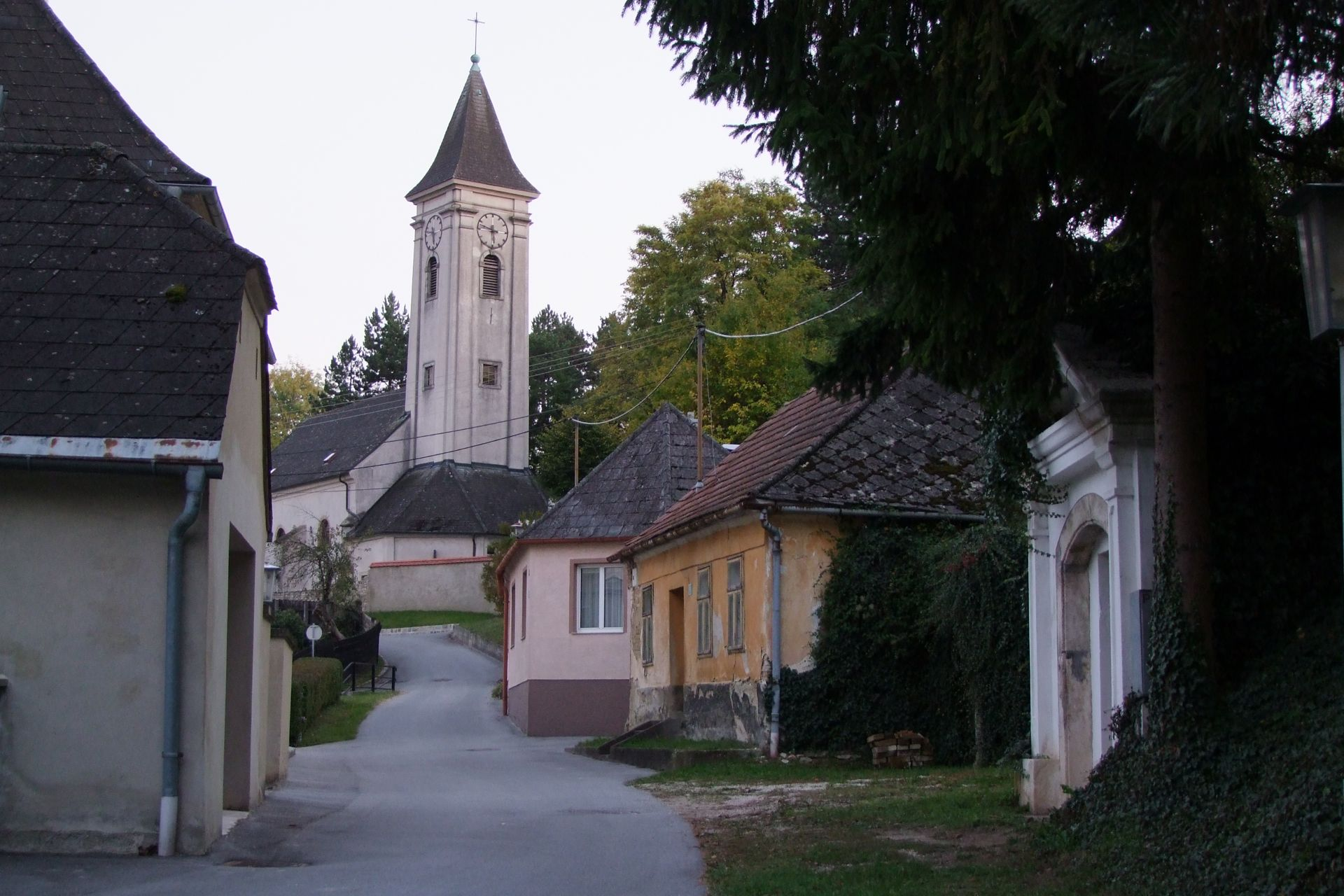
Katholische Pfarrkirche Maria Trost in Kronberg

Die Pfarrkirche Kronberg steht erhöht in einer ehemaligen Hausberganlage in der Ortschaft Kronberg in der Marktgemeinde Ulrichskirchen-Schleinbach im Bezirk Mistelbach in Niederösterreich. Die auf das Patrozinium Maria Trost geweihte römisch-katholische Pfarrkirche gehört zum Dekanat Wolkersdorf im Vikariat Unter dem Manhartsberg der Erzdiözese Wien. Die Kirche steht unter Denkmalschutz (Listeneintrag).

## Geschichte
Eine Pfarre wurde urkundlich 1330 und 1784 genannt. Die gotische Kirche aus dem 14. Jahrhundert erhielt 1681 einen barocken Turm über einer westlichen Vorhalle. Ab 1972 wurde die Kirche restauriert.

## Architektur
Chor und Langhaus zeigen abgetreppte Strebepfeiler, im Westen im Übergang zur leicht ausgeweiteten barocken Vorhalle sind die schräg ausgestellten gotischen Strebepfeiler erhalten. Die südliche Langhauswand zeigt teils freigelegtes gotisches Quadermauerwerk.
Das Kircheninnere hat ein dreijochiges Langhaus und einen eingezogenen einjochigen Chor mit einem Fünfachtelschluss unter Kreuzrippengewölben auf tief heruntergezogenen zweifach gekehlten und abgekappten Rippen. Der eingezogene Triumphbogen ist rundbogig. Die Orgelempore ist mit einer Quertonne unterwölbt. Die Glasfenster schuf Hermann Bauch (1975), neben figuraler Verglasung um 1910.

## Ausstattung
Der Hochaltar ist eine Neugestaltung mit einer freistehenden Mensa und Tabernakel. Es gibt barocke hölzerne Engelsfiguren aus dem 18. Jahrhundert.
Eine Madonnenstatue aus dem Ende des 15. Jahrhunderts steht an der Apsiswand.
Die Orgel baute Johann M. Kauffmann (1952). Eine Glocke nennt Leonhard Löw 1644. Eine Glocke nennt Joachim Gross 1689.